# 1986-os US Open (tenisz)
Az 1986-os US Open az év harmadik Grand Slam-tornája volt. A US Open teniszbajnokságot ebben az évben 106. alkalommal rendezték meg augusztus 26–szeptember 7. között. A férfiaknál a cseh Ivan Lendl megvédte címét, a nőknél az amerikai színekben versenyző Martina Navratilova 41. Grand Slam-tornagyőzelmét aratva kilencedszer nyert a US Openen, ebből harmadszor szerezve meg női egyes címét.

## Döntők

### Férfi egyes
Ivan Lendl -   Miloslav Mečíř, 6–4, 6–2, 6–0

### Női egyes
Martina Navratilova -  Helena Suková, 6–3, 6–2

### Férfi páros
Andrés Gómez Santos /  Slobodan Živojinović -  Joakim Nyström /  Mats Wilander, 4–6, 6–3, 6–3, 4–6, 6–3

### Női páros
Martina Navratilova /  Pam Shriver -  Hana Mandlíková /  Wendy Turnbull,  6–4, 3–6, 6–3

### Vegyes páros
Raffaella Reggi /  Sergio Casal -  Martina Navratilova /  Peter Fleming, 6–4, 6–4

## Juniorok

### Fiú egyéni
Javier Sánchez –  Franco Davín 6–2, 6–2

### Lány egyéni
Elly Hakami –  Shaun Stafford 6–2, 6–1

### Fiú páros
Tomás Carbonell /  Javier Sánchez –  Jeff Tarango /  David Wheaton 6–4, 1–6, 6–1

### Lány páros
Jana Novotná /  Radka Zrubáková –  Jelena Brjuhovec /  Leila Meszhi 6–4, 6–2